# ريتشارد بريمر
ريتشارد بريمر (بالإنجليزية: Richard Bremmer)‏ (و. 1953 – م) هو ممثل، وممثل أفلام من المملكة المتحدة . ولد في ووريكشير .

## روابط خارجية
- ريتشارد بريمر على موقع IMDb (الإنجليزية)
- ريتشارد بريمر على موقع قاعدة بيانات الأفلام العربية
- ريتشارد بريمر على موقع ألو سيني (الفرنسية)
- ريتشارد بريمر على موقع أول موفي (الإنجليزية)
- ريتشارد بريمر على موقع قاعدة بيانات الأفلام السويدية (السويدية)
- ريتشارد بريمر على موقع قاعدة بيانات الفيلم (الإنجليزية)
- ريتشارد بريمر على موقع كينوبويسك (الروسية)